# Минхаж, Хасан
Хасан Минхаж (англ. Hasan Minhaj, /ˈhʌsən ˈmɪnhɑːʒ/ ʌ s ən ˈmɪnhɑːʒ ] ], хинди हसन मिन्हाज, урду حسن منہاج‎; род. 23 сентября 1985) — американский комик, писатель, продюсер, политический комментатор, актёр и телеведущий индийского происхождения. Его шоу Patriot Act with Hasan Minhaj на Netflix получило две премии Пибоди и две премии Webby.
Минхаж работал в качестве стендапа-комика и появлялся в мелких ролях в телесериалах. Но более известным стал благодаря своей работе в The Daily Show в роли старшего корреспондента с 2014 по 2018 год. Минхаж был приглашённым спикером на ужине корреспондентов Белого дома в 2017 году. Его первый комедийный спецвыпуск, Homecoming King, дебютировал на Netflix 23 мая 2017 года и получил много положительных отзывов от критиков, принеся Минхажу его первую премию Пибоди.
Минхаж покинул The Daily Show в августе 2018 года, чтобы вести собственное еженедельное комедийное шоу Patriot Act, дебютировавшее на Netflix 28 октября 2018 года. В апреле 2019 года шоу получило премию Пибоди, а Минхаж вошёл в список 100 самых влиятельных людей мира по версии Time.
В 2021 году Минхаж появлялся как повторяющийся персонаж во 2 сезоне сериала «Утреннее шоу» на Apple TV+.

## Ранние годы
Минхаж родился в семье мусульман из Алигарха, штат Уттар-Прадеш. Его родители, Нажме и Сима Минхаж (урождённая Усмани) иммигрировали в Дейвис, Калифорния, Соединённые Штаты, где Хасан уже родился и вырос. После рождения сына мать Нажме вернулась в Индию, тогда как он остался в Калифорнии с отцом, органическим химиком. Мать вернулась через восемь лет, после того как получила индийское медицинское образование. Приехала она в США только через три года, в 1989 году, чтобы родить дочь. Хасан ходил в старшую среднюю школу Дэвиса, которую окончил в 2003 году. Затем Минхаж продолжил образование в Университете Калифорнии в Дэвисе, который окончил со степенью бакалавра искусств в области политических наук в 2007 году.

## Карьера

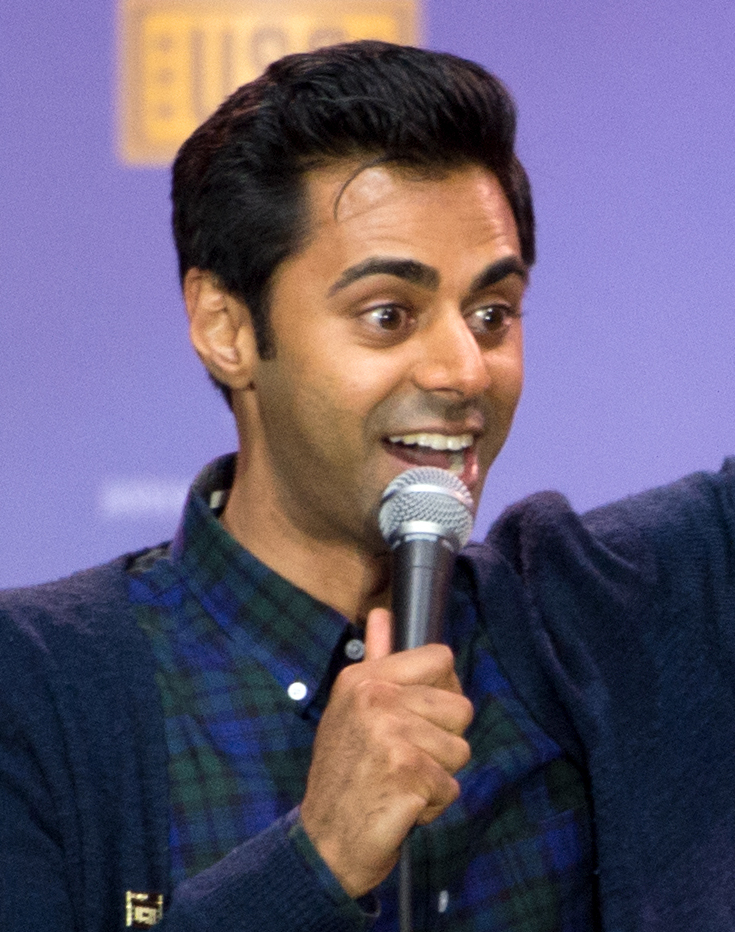
Минхаж выступает в 2016 году

Во время учёбы в колледже он заинтересовался комедией после того, как впервые увидел стендап-спешл. — это был спецвыпуск Криса Рока Never Scared. Он начал ездить в Сан-Франциско, чтобы выступать. В 2008 году он победил на конкурсе Best Comic Standing радиостанции Wild 94.9, благодаря чему смог выступать на разогреве у Кетт Вільямс , Пабло Франциско и Габріеля Іглесіаса . Он также работал неполный рабочий день на веб-сайте Ning, использовав впоследствии этот опыт в выступлениях. Своими вдохновителями Минхаж называет Кевина Ши, В. Камау Белла и Орджо Баркеро.
В 2009 году Минхаж переехал в Лос-Анджелес, чтобы выступать в Stand-up for Diversity на канале NBC, где был финалистом. В 2011 году он играл повторяющуюся роль в телевизионном ситкоме State of Georgia и снялся в разных ролях в шоу скрытой камеры MTV «Disaster Date». В 2013 году Минхаж появился в гостевых ролях в сериалах «Замедленное развитие» и «Getting On». В 2013 году он вёл Stand Up Planet, а в 2014 году вебсериал The Truth with Hasan Minhaj. В 2014 году он озвучил Раби Рэя Рану в видеоигре Far Cry 4.
19 ноября 2014 года Минхаж начал работать на The Daily Show — он стал последним корреспондентом, нанятым тогдашним ведущим Джоном Стюартом. Для прослушивания Минхаж использовал спор Бена Аффлек и Билла Мара об исламе, который произошёл на шоу Мара накануне.
18 июня 2016 Минхаж выступил в роли ведущего на ежегодном ужине корреспондентов радио и телевидения. Его выступление привлекло внимание тем, что он осудил бездействие Конгресса Соединённых Штатов по принятию законодательства о контроле над оружием.
29 апреля 2017 года Минхаж был спикером на ужине корреспондентов Белого дома, где традиционно для этой роли высмеивал истеблишмент Вашингтона, национальной политики, текущие события, тогдашнего президента, пресс-службу Вашингтона и американские СМИ. Он раскритиковал президента США Дональда Трампа, который бойкотировал это мероприятие, назвав его «главным лжецом» и напомнил прессе выполнять свою работу.
В октябре 2015 года на оф-Бродвее дебютировало шоу Минхажа Homecoming King, центральной темой которого стал опыт иммигрантов в Соединённых Штатах, проиллюстрированный историями из жизни Минхажа как американца второго поколения индийско-мусульманского происхождения. Позже он превратил это шоу в свой первый стендап-спешл Hasan Minhaj: Homecoming King, снятый в Центре Мондави в альма-матер Минхажа, Калифорнийском университете в Дэвисе, в январе 2017 года. Премьера выпуска состоялась на Netflix 23 мая 2017; он получил телевизионную премию Пибоди.
В марте 2018 года Netflix объявил о выходе на платформе собственного еженедельного шоу Минхажа. Премьера нового шоу под названием Patriot Act with Hasan Minhaj состоялась 28 октября 2018 года. Первоначальный заказ был сделан на 32 эпизода. Patriot Act исследует современный культурный, политический и экономический ландшафт. В апреле 2019 года Минхадж вошёл в список самых влиятельных людей мира по версии Time и получил свою вторую премию Пибоди за Patriot Act. Через несколько месяцев после выхода в эфир эпизода шоу о кризисе студенческих ссуд его вызвали для свидетельства по этому поводу перед Конгрессом США. В августе 2020 года Минхаж объявил, что сериал не будет продлён после 40 эпизодов.
27 ноября 2018 года на канале Comedy Central вышел спецвыпуск под названием Goatface с участием Минхажа, Фахима Анвара, Асифа Али и Аристотеля Атари. В феврале 2019 года Минхаж играл в выездном составе во время матча всех звёзд НБА в Шарлотте, штат Северная Каролина.
13 ноября 2020 года было объявлено, что Минхаж появится в повторяющейся роли во 2 сезоне сериала «Утреннее шоу» на Apple TV+.

## Личная жизнь и семья
В январе 2015 года Минхаж женился на Бине Пател, с которой познакомился в колледже. Бина получила степень доктора общественного здоровья в 2013 году и с тех пор работает с бездомными пациентами, а также является консультантом по управлению в неприбыльной компании по медицинскому страхованию MedAmerica. Как и, американкой во втором поколении индийского происхождения. Пател — индуска гуджаратского происхождения, а Минхаж — мусульманин. До пандемии они жили в Нью-Йорке, но с тех пор переехали в Гринвич, штат Коннектикут. У них двое детей: дочь (2018 года рождения) и сын (2020 года рождения).
Кроме английского Минхаж свободно владеет родными хинди и урду. Минхаж не знал, что у него есть сестра, вплоть до восьми лет, когда его мать и сестра навсегда вернулись из Индии. Аеша Минхадж работает адвокатом в Сан-Францисском заливе.

## Награды и номинации
| Год  | Награда           | Категория                                  | Номинированная работа                     |
| ---- | ----------------- | ------------------------------------------ | ----------------------------------------- |
| 2016 | Chhaya CDC Award  | Номинация «Архитекторы перемен»            |                                           |
| 2017 | Teen Choice Award | Комик года                                 |                                           |
| 2018 | Shorty Award      | Лучшая роль в комедии                      | The Daily Show                            |
| 2018 | Peabody Awards    | Премия в области развлечений               | Hasan Minhaj: Homecoming King             |
| 2019 | Peabody Awards    | Премия в области развлечений               | Patriot Act with Hasan Minhaj             |
| 2019 | Time              | 100 самых влиятельных людей в мире         |                                           |
| 2019 | Webby Awards      | Лучшее видео                               | Deep Cuts (Patriot Act with Hasan Minhaj) |
| 2019 | Webby Awards      | Особое достижение                          | Patriot Act with Hasan Minhaj             |
| 2019 | Webby Awards      | Социальная кампания для телевидения и кино | Patriot Act with Hasan Minhaj             |